# Rari Nantes Bologna
La Rari Nantes Bologna è la società di pallanuoto più antica di Bologna, che milita nel campionato di serie B maschile e serie A2 femminile ed è stata fondata nel 1946.

## Categorie
La società ha squadre che militano in diverse categorie:
- Maschile: Under 13 (Esordienti), Under 15 (Ragazzi), Under 17 (Allievi), Under 20 (Juniores) e Serie B.
- Femminile: Under 13, under 15,Under 17, Under 19 e Serie A1.

## Colori sociali
I colori sociali sono rosso e blu.

## Rosa attuale (A2 femminile)
| N° |                     | Ruolo | Giocatore        |
| -- | ------------------- | ----- | ---------------- |
|    | Italia (bandiera)   | P     | Martina Allotta  |
|    | Italia (bandiera)   | P     | Laura Guidoreni  |
|    | Italia (bandiera)   | P     | Olimpia Serena   |
|    | Italia (bandiera)   | D     | Mariam Marchetti |
|    | Italia (bandiera)   | D     | Chiara Morselli  |
|    | Italia (bandiera)   | D     | Veronica Perna   |
|    | Italia (bandiera)   | A     | Elena Altamura   |
|    | Italia (bandiera)   | A     | Martina Lepore   |
|    | Italia (bandiera)   | A     | Anna Repetto     |
|    | Ungheria (bandiera) | A     | Frida Toth       |
|    | Canada (bandiera)   | A     | Rose Kanemy      |

| N° |                        | Ruolo | Giocatore              |
| -- | ---------------------- | ----- | ---------------------- |
|    | Canada (bandiera)      | CB    | Rae Lekness            |
|    | Italia (bandiera)      | CB    | Alessia Mazzia         |
|    | Italia (bandiera)      | CV    | Federica De Vincentiis |
|    | Italia (bandiera)      | CV    | Emma Teresa Farneti    |
|    | Italia (bandiera)      | CV    | Alice Musso            |
|    | Italia (bandiera)      | CV    | Lucia Redaelli         |
|    | Italia (bandiera)      | CV    | Giorgia Toselli        |
|    | Italia (bandiera)      |       | Giorgia Cappello       |
|    | Slovacchia (bandiera)  |       | Nela Mestrova          |
|    | Paesi Bassi (bandiera) |       | Carolina Slagter       |

### Staff
- Allenatore:  Andrea Posterivo
- Allenatore in seconda:  Ivano Antinori

## Cronistoria

### Femminile
- 2000/01 - Serie C
- 2001/02 - Serie C (promossa in B dopo i play-off)
- 2002/03 - Serie B (promossa in A2)
- 2003/04 - Serie A2 (6º posto girone Nord)
- 2004/05 - Serie A2 (5º posto girone Nord)
- 2005/06 - Serie A2 (4º posto girone Nord)
- 2006/07 - Serie A2 (campione girone Nord, vincitrice play-off, promossa in A1)
- 2007/08 - Serie A1 (8º posto, salva al 2º turno play-out)
- 2008/09 - Serie A1 (5º posto, 1º turno play-off, 5° dopo i play-off)
- 2009/10 - Serie A1 (7º posto, 1º turno play off, 7° dopo i play-off)
- 2010/11 - Serie A1 (8º posto, 1º turno play off, 8° dopo i play-off)
- 2011/12 - Serie A1 (7º posto)
- 2012/13 - Serie A1 (8º posto, 1º turno play off, 8º dopo i play-off)
- 2013/14 - Serie A1 (10º posto, retrocessa in A2)
- 2014/15 - Serie A2 (campione girone Nord, vincitrice play-off, promossa in A1)
- 2015/16 - Serie A1 (8º posto)
- 2016/17 - Serie A1 (8º posto, retrocessa in A2 dopo i play-out)
- 2017/18 - Serie A2 (3º posto girone Nord, semifinalista play-off)
- 2018/19 - Serie A2 (2º posto girone Nord, finalista play-off)

### Maschile
- 2003/04 - Serie D (campione, promossa in serie C)
- 2004/05 - Serie C
- 2005/06 - Serie C
- 2006/07 - Serie C
- 2007/08 - Serie C
- 2008/09 - Serie C (campione girone Emilia-Romagna, promosso in serie B)
- 2009/10 - Serie B
- 2010/11 - Serie B
- 2011/12 - Serie B
- 2012/13 - Serie B (dopo play-out, retrocesso in serie C)
- 2013/14 - Serie C (ultimo classificato, retrocede in Promozione)
- 2014/15 - Promozione
- 2015/16 - Serie C (6º posto)
- 2016/17 - Serie C

## Palmarès
Femminile
- Campionato Italiano Serie A2: 2006/07, 2014/15

Maschile
- Serie C, girone Emilia-Romagna: 2008/009

Giovanile
- Terza classificata finali nazionali Avezzano, categoria Ragazze (under 15): 2005/06